# Aveva un cuore grande/Se piangere dovrò
Aveva un cuore grande/Se piangere dovrò è un singolo di Milva, pubblicato dalla Ricordi nel 1969. In entrambi i brani l'orchestra è diretta da Gian Piero Reverberi.

## Aveva un cuore grande
Aveva un cuore grande, è una canzone scritta da Sergio Bardotti su musica di Franco Bracardi. Venne inclusa nell'album Ritratto di Milva.
Di questo brano esiste anche una cover, dal titolo Aveva un cuore grande come te, registrata dalla cantante italo-francese Dalida nel 1970 (e pubblicata poi postuma, nel 1989, nell'album Dalida mon Amour).

## Se piangere dovrò
Se piangere dovrò è la canzone pubblicata sul lato B del singolo, scritta da Luciana Medini, adattamento italiano del brano I'd Do It All Again scritto in origine da Leon Carr e Richard Ahlert e incisa da Vikki Carr, inserita anch'essa nell'album.

## Tracce
1. Aveva un cuore grande (testo: Sergio Bardotti – musica: Franco Bracardi)
2. Se piangere dovrò (testo: Luciana Medini – musica: Leon Carr e Richard Ahlert)

## Edizioni
Il singolo fu distribuito anche in Spagna, Svizzera e Giappone.